# ديفيد روش
ديفيد روش (بالإنجليزية: David Roche)‏ (13 ديسمبر 1970 - ) هو لاعب كرة قدم بريطاني في مركز الوسط. لعب مع نادي دونكاستر روفرز.

## وصلات خارجية
- ديفيد روش على موقع قاعدة بيانات كرة القدم.إي يو (الإنجليزية)